# Copelatus epactus
Copelatus epactus är en skalbaggsart som beskrevs av Guignot 1948. Copelatus epactus ingår i släktet Copelatus och familjen dykare. Inga underarter finns listade i Catalogue of Life.